# Jeffrey Daniel
 (septembre 2014).
Si vous disposez d'ouvrages ou d'articles de référence ou si vous connaissez des sites web de qualité traitant du thème abordé ici, merci de compléter l'article en donnant les références utiles à sa vérifiabilité et en les liant à la section « Notes et références ».
Jeffrey Daniel, né le 24 août 1957 à Los Angeles en Californie, est un danseur, auteur-compositeur-interprète et chorégraphe américain, surtout connu pour être l'un des membres du groupe de disco-funk Shalamar et pour avoir été le chorégraphe de Michael Jackson pendant plusieurs années.

## Carrière
Dans sa jeunesse, Daniel prend part au mouvement de la danse de rue de la côte-ouest, le hip-hop. Devenu expert de nombreux pas de danse comme le popping, le locking ou le robot step (pas robotique), il décide alors de concentrer sa carrière sur le monde de la danse urbaine. Daniel revendique l'influence majeure de deux hommes, Don Cornelius et Dick Griffey, ses mentors qui lui ont transmis la passion de la musique et de la danse, et aussi celle de ses amis d’enfance, Howard Hewett et Jody Watley, qui étaient également membres de Shalamar. Le groupe Shalamar, formé en 1977, se séparera en 1991 après 14 ans de carrière, des millions de ventes d'albums et plusieurs tournées à travers le monde.
Jeffrey Daniel popularise le backslide ou moonwalk – soit « rétro-glissade » – un pas de danse qu’il réalise à la télévision britannique dans Top of the Pops en 1982. Il a ensuite enseigné ce pas à Michael Jackson qui l'a exécuté pour la première fois sur Billie Jean lors de l'évènement musical Motown 25: Yesterday, Today, Forever » diffusé le 16 mai 1983 en prime time. Le moonwalk deviendra le pas de danse emblématique de ce titre et de l'artiste.
En 1984, Jeffrey Daniel apparaît dans le film Rendez-vous à Broad Street.
En 1987, Daniel travaille de nouveau avec Michael Jackson, qui a toujours été fan de son style de danse. Il est embauché en tant que co-chorégraphe pour les clips de Bad et Smooth Criminal, participant à  la mise au point du lean,, pour ce dernier titre, et collaborant avec Travis Payne. Il est par la suite employé comme chorégraphe lors de tournées mondiales pour plusieurs autres célébrités, et devient consultant chorégraphe pour la société MJJ Productions tout en restant chorégraphe pour Michael Jackson.
Jeffrey Daniel vit et travaille entre Londres (Royaume-Uni) et Osaka (Japon). Il parle couramment le japonais et le cantonais. Il continue à jouer, chorégraphier, produire et composer avec certains des plus grands noms du show-business. Il a notamment travaillé avec Babyface, LL Cool J, Paul McCartney, Sheena Easton et Vanessa Williams.
Il était l'un des juges de Nigerian Idol en 2010.
En 2018, il sort avec Shalamar un nouveau titre : The Real Thing. 
Carolyn Griffey, fille de Carrie Lucas et Dick Griffey, remplace Jody Watley dans le groupe depuis 1999.

## Vie privée
Le 13 juin 1980, Jeffrey Daniel a épousé la chanteuse de R'n'B Stephanie Mills, mais ils ont divorcé peu de temps après.
Il a deux enfants et vit principalement à Londres.